# 自由引导人民
《自由領導人民》（法語：La Liberté guidant le peuple），或譯稱《自由引導人民》，是法国浪漫主義畫家歐仁·德拉克洛瓦為紀念1830年法國七月革命而創作的作品。此画最早在1831年的巴黎沙龙上展出，而后被巴黎羅浮宫收藏至今。

## 歷史背景
當歐仁·德拉克罗瓦创作这幅作品时，他已经是法国油画浪漫主义画派的领军人物了。作为生于启蒙时代的法国人，德拉克罗瓦不喜欢以强调精确细致作画为特征的学院派油画艺术，而倾向于使用更为奔放自由的笔触和明丽强烈的色彩。德拉克罗瓦在1830年秋天创作了《自由引导人民》一作。他在写给他兄弟的一封信中谈到：“当我努力创作的时候，我的心情便好转了……即使我没有为了我的祖国战斗，我也可以用我的画作来歌颂它。”
这幅作品表现的是1830年的法国七月革命。当时的法国民众以暴力抗争的方式反对法蘭西王國波旁王朝國王查理十世的统治。革命持续了三日（1830年7月的27、28、29日），最终以查理十世退位導致波旁王朝滅亡、奧爾良公爵路易-菲利普繼承王位告终，法國亦開始了奧爾良王朝的統治，但奧爾良王朝也不長命，亡於1848年的法国二月革命。
《自由引导人民》于1831年在巴黎沙龙展上向公众展出。当时引起了争议。有评论认为它“太过脏乱”，“没有美感”等等。直至1874年，这幅画才被收入巴黎卢浮宫。

## 内容
从画面背景右侧的巴黎圣母院可以看出，画作中的地点是在巴黎。从巴黎圣母院和主要人物的比较中，可以显出画面场景的深远。画的正中是戴着象徵自由的弗里吉亞帽、坦胸露出双乳的自由女神，她右手上扬，挥动着象征革命的红白蓝三色旗，面向右侧后方，号召身后的人民起來革命。画的左侧她望的方向，是一群手持武器向前冲的人民，最突出的是最前方望向自由女神的两个男人。左侧的男人做工人装扮，头戴瓜皮帽，身穿敞开的白衬衫，背着卡其布的挎包，右手持一把土耳其弯刀，腰间别着一把火铳。右侧的男人做资产阶级打扮，头戴黑色卷边圆礼帽，身穿白色衬衫与扣紧的黑色夹克，系有黑色领结，双手握着一把长火枪（此人的相貌酷似画家欧仁·德拉克罗瓦本人，但在這點上沒有共識）。在自由女神右脚边，一个男子匍匐在她脚下，他头裹暗红色头巾，身穿蓝色布衫，抬头仰视女神。画面右侧，在自由女神的左侧，有一个正举着右臂的小男孩，戴着帽子，身背挎包，双手各拿着一把手枪。人群的前方是倒卧在木头石块上的尸体，自由女神正跨过这些尸体，向前迈去。

## 评价
此画场面宏大，用色对比强烈。画家有意地大量使用了红、白、蓝三种颜色，不仅在三色旗上，也在画面的其它地方。最明显的是伏跪在自由女神前面的男子的衣着：他的红色腰带、蓝色布衫以及其中露出的一截白色内衫恰好重现了三色旗的颜色排列。画作采用金字塔式的三角构图，自由女神的三色旗正是金字塔的最高点。

## 模仿

伯利恆一棟墻壁上的戲仿

此作品曾被英國乐队酷玩乐队（Coldplay）用作其专辑《玩酷人生》的封面，并用白色涂上“Viva la Vida”字样。另外，有示威者於反修例時期利用此作品作為藍圖，變成了畫作《兄弟爬山》。

## 境外出展
1999年時，為慶祝“日本法國年”（Year of France in Japan），法國政府將《自由領导人民》（La Liberté guidant le peuple）出借給日本東京國立博物館展覽，展期為一個月，法隆寺的百濟觀音像也藉展至法國。羅浮宮為了保護這身價不凡的珍寶，使用了一個3.3公尺高、3.9公尺長的加壓絕熱保護艙來運送名畫，過大的尺寸使得一般貨機沒有辦法輕易容納得下它，只好動用空中巴士A300-600ST。
空中巴士國際運輸（Airbus Transport International, ATI）特別在負責運輸的大白鯨四號機機身兩側繪製上大尺寸的名畫複製圖，以資慶祝。

## 紀念
《自由領導人民》曾经出现在法國政府1980年推出的邮票上，也曾经被印入1983年版的100法郎钞票。日本政府為紀念“日本法國年”，發行了《自由領導人民》的紀念郵票。